# رازی مهیری
رازی مهیری (انگلیسی: Razi Mhiri؛ زادهٔ ۹ آوریل ۱۹۶۱) بازیکن والیبال اهل تونس بود.